# Mario et la Machine à remonter le temps
 (octobre 2019).
Si vous disposez d'ouvrages ou d'articles de référence ou si vous connaissez des sites web de qualité traitant du thème abordé ici, merci de compléter l'article en donnant les références utiles à sa vérifiabilité et en les liant à la section « Notes et références ».
Pour les articles homonymes, voir Time machine.
Mario et la Machine à remonter le temps (Mario's Time Machine) est un jeu vidéo éducatif sorti sur NES en 1993. Il est également sorti sur Super Nintendo et DOS. Les joueurs le considèrent comme la suite de Mario a disparu !.
Il a été développé par The Software Toolworks (en) pour le MS-DOS et développé par Radical Entertainment pour la NES et la Super Nintendo et édité par Mindscape.

## Personnages de l'histoire
Le joueur y rencontre plusieurs personnages célèbres tels que Isaac Newton, Jeanne d'Arc, Léonard de Vinci, Ludwig van Beethoven, Thomas Jefferson, Thomas Edison, Marco Polo, Platon, Élisabeth Ire, Mahatma Gandhi, Johannes Gutenberg, Ferdinand Magellan, Michel-Ange, William Shakespeare et Cléopâtre VII.